# Blowback

Animação que mostra o funcionamento do sistema blowback.

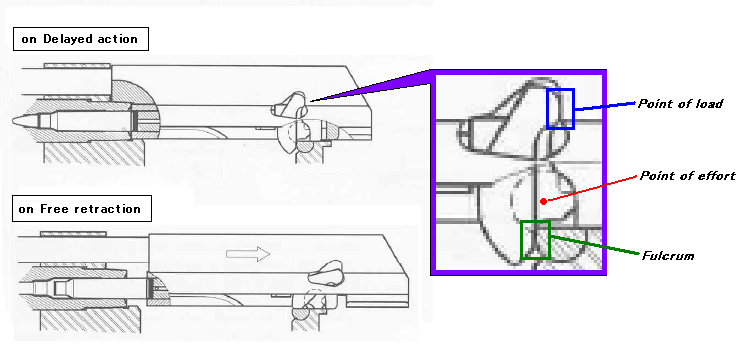
Sistema Blowback do fuzil de assalto bullpup FAMAS.

Blowback é um sistema de operação em armas de fogo que dispensa o sistema de travamento da culatra. Devido à expansão dos gases da explosão do cartucho que se encontra no cano da arma, o ferrolho é impulsionado para trás, a mola recuperadora absorve a energia passada ao ferrolho, provocando a seguir o retorno do ferrolho para frente e colocando um novo cartucho na câmara.
O sistema blowback apareceu pela primeira vez na submetralhadora Thompson, a "tommy gun" americana. Esta arma foi revolucionária por sua incrível cadência de tiro, somente possível pelo emprego do sistema blowback, um dos primeiros sistemas utilizados em armas automáticas, muito parecido em seu funcionamento com o sistema recoil. 

## Blowbacksimples
Num sistema de blowback simples, o recuo do disparo move o ferrolho para trás para recarregar a próxima bala. Este modo de operação é encontrado em pistolas automáticas e sub-metralhadoras com munição de potência relativamente baixa e projéteis de peso reduzido. Armas cuja munição produz pressões mais elevadas no momento do disparo são geralmente consideradas inadequadas para operação em blowback simples, pois o peso do ferrolho deve ser cada vez maior para impedir que a culatra se abra muito cedo, o que poderia expelir gases do disparo e ferir o atirador. Por exemplo, um canhão de 20 mm utilizando o sistema de blowback simples precisaria de um ferrolho de 230 kg para que a câmara não se abra prematuramente. Para esses casos, o sistema de blowback atrasado mantém a câmara fechada até que um novo projétil possa ser engatilhado.

## Blowbackatrasada
Blowback atrasada é semelhante ao blowback simples, mas é capaz de lidar com as pressões elevadas de disparos de rifle. Ela usa uma operação que atrasa a abertura do ferrolho quando se dispara.

### Blowbackatrasado por alavanca
Neste sistema, o ferrolho tem uma alavanca que retarda a abertura do ferrolho, mas acelera o transportador de ferrolho. A metralhadora AA52 e o FAMAS usam esta operação.

### Blowbackatrasado por roldana
Neste sistema, o ferrolho tem duas roldanas que saem de ambos os lados do ferrolho que fecha a câmara. O rifle de assalto Sturmgewehr 45, Heckler & Koch MP5 e a metralhadora Calico usam esta operação.

### Blowbackatrasado por gás
Esse sistema, não deve ser confundido com operação à gás. O ferrolho nunca é travado e, portanto, é empurrado para trás pelos gases propulsores em expansão, como em outros projetos baseados em blowback. No entanto, os gases propulsores são expelidos do cano para um cilindro com um pistão que atrasa a abertura do ferrolho. Foi usado por alguns modelos alemães da Segunda Guerra Mundial para o cartucho 7.92×33mm Kurz, incluindo o rifle Volkssturmgewehr (com pouca eficácia) e o Grossfuss Sturmgewehr (com um pouco mais de eficiência), e após a guerra pelas pistolas: Heckler & Koch P7, Walther CCP, Steyr GB e M-77B.

### Blowbackativado por espoleta
Neste sistema, quando a arma dispara, a espoleta move o pino de disparo para trás para desbloquear o ferrolho. Os Garand Modelo 1919 e Postnikov APT usam esta operação.